# Família Monteiro da Franca

Brasão de Portugal. Origem da família.

A Família Monteiro da Franca é uma família de origem portuguesa estabelecida no estado da Paraíba e Pernambuco que desde o século XVIII vem mantendo tradição nessas regiões tendo até hoje postos sociais, culturais e políticos notórios. O tronco familiar começou com a emigração do português Capitão José Vicente Monteiro da Franca, Cavaleiro da Ordem de Cristo, que se casou com Francisca Xavier da Conceição Teixeira, sendo ela natural da Paraíba, com ascendência portuguesa e da Paraíba

## Origens
José Vicente Monteiro da Franca, Cavaleiro da Ordem de Cristo, natural do Porto, era filho José Monteiro da Franca e Francisca Maria Pereira, também naturais do Porto. Francisca Xavier da Conceição Teixeira, natural de João Pessoa, era filha do Sargento-mor Jacinto Teixeira Mendes, natural do Porto, e de Maria da Anunciação e Macedo. Os ancestrais de José Vicente e Francisca Xavier também eram de notável importância e alguns eram Cavaleiros da Ordem de Cristo, como Bento Casado Monteiro, que também era Bacharel. Uma das filhas de Bento Casado Monteiro casou-se, inclusive, com Henrique Ventura de Mattos, filho do Capitão Máximo Barbosa Pinto e outro filho, Carlos Monteiro da França, tornou-se Arcipreste de Viana do Castelo, além de ser Bacharel pela Universidade de Coimbra. Destaca-se também Manoel Pinto dos Santos, também Cavaleiro da Ordem de Cristo, que se casou com Angélica Francisca de França, Dama da Real Câmara da Rainha, ou seja, uma variação feminina do título honorífico de Moço de Câmara, que era o 3° grau da 2ª ordem da Fidalguia portuguesa, onde a Angélica servia diretamente à Rainha de Portugal. Angélica era filha de Bento Casado Monteiro e Maria da Franca Denis Benevides. Manoel e Angélica são ancestrais de José Vicente Monteiro da Franca. Maria da Anunciação e Macedo era filha do Capitão João André Dias.

## Membros notáveis
Esta é uma lista dinâmica e pode ser impossível torná-la completa de acordo com certos critérios. Você pode ajudar a Wikipédia expandindo-a com informações baseadas em fontes confiáveis.
- Francisco Xavier Monteiro de Franca
- Geminiando Franca
- Antonio Monteiro de França
- Francisco Xavier Monteiro da Franca
- Damasio Franca Neto. Político de João Pessoa/PB.[9][10]
- Damasio Franca. Foi Perefeito de João Pessoa/PB.[10][3]
- Dr. Manoel José Monteiro da Franca. Bacharel em Canones(Direito) pela Universidade de Coimbra e advogado conhecido na Paraíba.
- José Lúcio Monteiro da Franca. Capitão, negociante e nomeado em Recife como secretário dos concelhos da guarda nacional no ano de 1848.
- Joaquim Lúcio Monteiro da Franca. Tenente-coronel da Guarda Nacional e depois elevado a Coronel e agraciado como Cavaleiro da Ordem de Cristo e já como Vereador de Recife, se juntou a campanha de melhorar a mesma cidade. Foi Comandante do 3° Batalhão da Guarda Nacional bem como colaborou com as investigações da Revolução Praieira e também viveu do Negócio. Foi suplente do Juiz Municipal da Comarca de Palmares.
- Octaviano Augusto Monteiro da Franca. Tenente-Coronel do Exército brasileiro. Comandante do 5° Batalhão de Artilharia do 3° Distrito Militar.

## Curiosidades
- Há inclusive, em João Pessoa/PB, um cartório com o nome da família - Cartório Monteiro da Franca - onde certos membros da família são responsáveis e titulares.[3]
- Anayr(1937), filha de Antonio Monteiro de França, está citada no Gothaisches Genealogisches Handbuch, Freiherrliche Häuser(Casa Baronial, em português), livro da nobreza alemã, como mãe de Rosangela França de Oliveira, que se casou com Ronaldo de Mentzingen, membro da família dos Senhores de Mentzingen, sendo ele bisneto de Alfredo de Mentzingen e Blandina Correa de Mattos, trineto do Barão Wilhelm Ludwig Raban von Mentzingen, patriarca da linha brasileira dos Mentzingen no Brasil e, por consequência, tetraneto do Barão Christian Ernst August von Mentzingen. Rosangela e sua família residem na cidade de Maricá.[11]